# Curpeni
Curpeni – wieś w Rumunii, w okręgu Alba, w gminie Ceru-Băcăinți. W 2011 roku liczyła 35 mieszkańców.